# Kreisgericht Lauenburg
Das Kreisgericht Lauenburg war ein preußisches Kreisgericht in der damaligen Provinz Pommern mit Sitz in der Stadt Lauenburg.

## Geschichte
In Bezirk des Kreisgerichts Lauenburg bestanden bis 1849 das königliche Land- und Stadtgericht Lauenburg sowie viele Patrimonialgerichte.
1849 wurden in Preußen einheitlich Kreisgerichte geschaffen. Hierbei wurde die Patrimonialgerichtsbarkeit abgeschafft und die Patrimonialgerichte wurden aufgehoben. Auch die eingangs genannten Gerichte wurden aufgehoben und es entstand das Königliche Kreisgericht Lauenburg im Sprengel des Appellationsgerichts Cöslin. Es war für den Kreis Lauenburg i. Pom. und einen Teil des Kreises Stolp zuständig.
Zuständiges Schwurgericht war das Kreisgericht Stolp. Am Gericht waren 1870 ein Direktor und sechs Kreisrichter eingesetzt. 1870 betrug die Zahl der Gerichtseingesessenen 53.331. Gerichtstage wurden in Leba und Ossecken gehalten.
Im Rahmen der Reichsjustizgesetze wurde das Gerichtswesen in Deutschland 1879 vereinheitlicht. Damit wurde das Kreisgericht Lauenburg aufgehoben und das königlich preußische Amtsgericht Lauenburg mit Wirkung zum 1. Oktober 1879 als eines von sieben Amtsgerichten im Bezirk des Landgerichtes Stolp als Nachfolger gebildet.